# 自由格鲁吉亚报
《自由格鲁吉亚报》（俄语：«Свободная Грузия»）是南高加索格鲁吉亚共和国发行的报纸，也是该国最古老的俄语报纸。最早可以追溯到创刊于1922年的《东方黎明报》，现为该国的少数派报纸。

## 历史
1922年5月3日，《东方黎明报》（«Заря Востока»）作为南高加索布尔什维克地区委員会的机关报正式创刊。1936年，外高加索社会主义联邦苏维埃共和国解体，该报成为格鲁吉亚苏维埃社会主义共和国的政府机关报。报社本部位于第比利斯，1957年在创刊35周年暨1万份突破纪念之际，被授予劳动红旗勋章。1972年发行量突破13万份。
1991年初，格鲁吉亚苏维埃社会主义共和国部长会议决定将《东方黎明报》与《格鲁吉亚青年报》（«Молодежь Грузии»）合并，改称《格鲁吉亚公报》（«Вестник Грузии»）。然而在3个月后，也就是同年的4月10日报纸又改为现名《自由格鲁吉亚报》。1997年开始发行电子版。然而由于发行量持续低下，该报2006年由每周出版三次改为一次，并接受俄罗斯和平基金会的援助。2012年9月27日因财政困难休刊。
在这之后，格鲁吉亚文化与遗产保护部出资援助，该报于2013年5月末复刊。

## 主编
- 瓦甘·格里戈里耶维奇·格里戈里扬（1933年-1946年）

## 其他
2015年9月3日，中国驻格鲁吉亚大使岳斌在《自由格鲁吉亚报》发表纪念中国人民抗日战争暨世界反法西斯战争胜利70周年文章。